# Випадковий секс
Випадковий секс чи секс на одну ніч — один статевий акт, після якого не очікується жодних подальших стосунків між партнерами. Це поняття ще описують як «сексуальна активність без емоційної залученості або участі в майбутньому».

## Причини й наслідки
Секс на одну ніч може відбутися з різних причин, які різняться між людьми. Приклади учасників — молоді люди, що досліджують свою сексуальність; одинокі люди, що прагнуть вступити в статевий зв'язок без будь-яких зобов'язань або відносини; або одружені, які жадають сексу з іншими, не порушуючи їх шлюб або сімейні стосунки через позашлюбні романтичні відносини.
Дослідження вчених підтверджують, що випадковий секс може позитивно впливати на людину, а саме: зменшувати рівень стресу, позбавляти від депресії і підвищувати самооцінку.